# Trakai (gemeente)
Trakai is een van de 60 Litouwse gemeenten, in het district Vilnius.
De hoofdplaats is de gelijknamige stad Trakai. De gemeente telt 37.400 inwoners op een oppervlakte van 1208 km².

## Plaatsen in de gemeente
Plaatsen met inwonertal (2001):
- Lentvaris – 11773
- Trakai – 5725
- Rūdiškės – 2559
- Senieji Trakai – 1501
- Aukštadvaris – 1031
- Paluknys – 742
- Onuškis – 584
- Žaizdriai – 537
- Kariotiškės – 416
- Rykantai –